# Anhalt-Dessau
Anhalt-Dessau var ett furstendöme och senare ett hertigdöme i Tyskland. Det skapades 1396 efter delningen av furstendömet Anhalt-Zerbst. Huvudstaden i staten var Dessau. Anhalt-Dessau genomgick ett flertal delningar under sin existens med att Anhalt-Köthen skapades 1471. Furstendömet delades en andra gång 1544 när Anhalt-Zerbst, Anhalt-Plötzkau skapades. Från 1561 till 1603 var Anhalt-Dessau under styret av fursten av Anhalt-Zerbst, och år 1603 blev Anhalt-Dessau återskapat och upphöjdes till hertigdöme 1807.
Efter att den siste hertigen av Anhalt-Bernburg dött 1863 blev alla Anhalt-länderna förenade under hertigen av Anhalt-Dessau som antog den nya titeln hertig av Anhalt för det nya hertigdömet Anhalt.

## Furstar av Anhalt-Dessau 1396-1561
- Sigismund I 1396–1405
- Waldemar V 1405–1417
- Sigismund II 1405–1448
- Albert VI 1405–1448
- Georg I 1405–1471
- Ernest I 1471–1516
- Georg II 1471–1509
- Sigismund III 1471–1487
- Rudolph IV 1471–1510
- John V 1516–1544
- Georg III 1516–1544
- Joachim I 1516–1561

Till furstendömet Anhalt-Zerbst 1561.

## Furstar av Anhalt-Dessau 1603-1807
- Johan Georg I 1603–1618
- Johan Casimir 1618–1660
- Johan Georg II 1660–1693
- Leopold I 1693–1747
- Leopold II 1747–1751
- Leopold III 1751–1807
  - Prins Dietrich Regent 1751-1758

Upphöjt till hertigdöme 1807.

## Hertigar av Anhalt-Dessau 1807-1863
- Leopold III 1751–1817
- Leopold IV 1817–1863

Gavs namnet hertigdömet Anhalt 1863.